# Lista odcinków serialu Mentalista
Poniżej znajduje się lista odcinków serialu telewizyjnego  Mentalista – emitowanego przez amerykańską stację telewizyjną  CBS od 23 września 2008 roku do 18 lutego 2015 roku. W Polsce serial był dostępny w usłudze Seriale+ od 7 grudnia 2008 roku do 26 marca 2015 roku. W telewizji ogólnopolskiej jest emitowany od 6 września 2010 roku przez stację TVN oraz przez Canal+.
Powstało łącznie 7 sezonów, składających się z 151 odcinków.

## Przegląd sezonów
| Sezon | Sezon | Odcinki | Premiera sezonu   | Finał sezonu   | Premiera             | Finał           | Wydanie DVD      | Wydanie DVD          | Wydanie DVD       |
| Sezon | Sezon | Odcinki | Premiera sezonu   | Finał sezonu   | Premiera             | Finał           | Region 1         | Region 2             | Polska            |
| ----- | ----- | ------- | ----------------- | -------------- | -------------------- | --------------- | ---------------- | -------------------- | ----------------- |
|       | 1     | 23      | 23 września 2008  | 19 maja 2009   | 7 grudnia 2008       | 25 maja 2009    | 22 września 2009 | 8 marca 2010         | 11 lutego 2011    |
|       | 2     | 23      | 24 września 2009  | 20 maja 2010   | 3 grudnia 2010       | 24 czerwca 2009 | 21 września 2010 | 8 listopada 2010     | 20 kwietnia 2012  |
|       | 3     | 24      | 23 września 2010  | 19 maja 2011   | 14 października 2010 | 17 czerwca 2011 | 20 września 2011 | 10 października 2011 | 23 listopada 2012 |
|       | 4     | 24      | 22 września 2011  | 17 maja 2012   | brak danych          | brak danych     | 18 września 2012 | 8 października 2012  | 21 listopada 2014 |
|       | 5     | 22      | 30 września 2012  | 5 maja 2013    | 11 października 2012 | 16 maja 2012    | 17 września 2013 | 14 października 2013 | brak danych       |
|       | 6     | 22      | 29 września 2013  | 18 maja 2014   | 13 października 2013 | 8 czerwca 2014  | 30 września 2014 | 20 października 2014 | brak danych       |
|       | 7     | 13      | 30 listopada 2014 | 18 lutego 2015 | brak danych          | brak danych     | brak danych      | brak danych          | brak danych       |

### Sezon 1 (2008-2009)
| Nr | #  | Tytuł                    | Reżyseria           | Scenariusz           | Premiera CBS         | Premiera Serial+ |
| -- | -- | ------------------------ | ------------------- | -------------------- | -------------------- | ---------------- |
| 1  | 1  | Pilot                    | David Nutter        | Bruno Heller         | 23 września 2008     | 7 grudnia 2008   |
| 2  | 2  | Red Hair and Silver Tape | David Nutter        | Bruno Heller         | 30 września 2008     | 14 grudnia 2008  |
| 3  | 3  | Red Tide                 | David M. Barrett    | Ashley Gable         | 14 października 2008 | 21 grudnia 2008  |
| 4  | 4  | Ladies in Red            | Chris Long          | Gary Glasberg        | 21 października 2008 | 28 grudnia 2008  |
| 5  | 5  | Redwood                  | John Behring        | Andi Bushell         | 28 października 2008 | 4 stycznia 2009  |
| 6  | 6  | Red Handed               | Chris Long          | Erika Green Swafford | 11 listopada 2008    | 11 stycznia 2009 |
| 7  | 7  | Seeing Red               | Martha Mitchell     | Gary Glasberg        | 18 listopada 2008    | 18 stycznia 2009 |
| 8  | 8  | The Thin Red Line        | Matt Earl Beesley   | Ken Woodruff         | 25 listopada 2008    | 25 stycznia 2009 |
| 9  | 9  | Flame Red                | Charles Beeson      | Ashley Gable         | 2 grudnia 2008       | 1 lutego 2009    |
| 10 | 10 | Red Brick and Ivy        | Paris Barclay       | Eoghan Mahony        | 16 grudnia 2008      | 8 lutego 2009    |
| 11 | 11 | Red John's Friends       | John Polson         | Bruno Heller         | 6 stycznia 2009      | 15 lutego 2009   |
| 12 | 12 | Red Rum                  | Dean White          | Andi Bushell         | 13 stycznia 2009     | 22 lutego 2009   |
| 13 | 13 | Paint it Red             | David M. Barrett    | Eoghan Mahony        | 18 stycznia 2009     | 1 marca 2009     |
| 14 | 14 | Crimson Casanova         | Lesli Linka Glatter | Ken Woodruff         | 10 lutego 2009       | 8 marca 2009     |
| 15 | 15 | Scarlett Fever           | Paul Holahan        | Erika Green Swafford | 17 lutego 2009       | 15 marca 2009    |
| 16 | 16 | Bloodshot                | Chris Long          | Gary Glasberg        | 17 marca 2009        | 12 kwietnia 2009 |
| 17 | 17 | Carnelian Inc.           | Kevin Dowling       | Bruno Heller         | 24 marca 2009        | 19 kwietnia 2009 |
| 18 | 18 | Russet Potatoes          | Norberto Barba      | Ashley Gable         | 31 marca 2009        | 26 kwietnia 2009 |
| 19 | 19 | A Dozen Red Roses        | Lesli Linka Glatter | Andi Bushell         | 7 kwietnia 2009      | 3 maja 2009      |
| 20 | 20 | Red Sauce                | Adam Kane           | Eoghan Mahony        | 28 kwietnia 2009     | 10 maja 2009     |
| 21 | 21 | Miss Red                 | Martha Mitchell     | Ken Woodruff         | 5 maja 2009          | 17 maja 2009     |
| 22 | 22 | Blood Brothers           | John Polson         | Erika Green Swafford | 12 maja 2009         | 24 maja 2009     |
| 23 | 23 | Red John's Footsteps     | Chris Long          | Bruno Heller         | 19 maja 2009         | 31 maja 2009     |

### Sezon 2 (2009-2010)
| Nr | #  | Tytuł                    | Reżyseria           | Scenariusz                              | Premiera CBS         | Premiera Serial+ |
| -- | -- | ------------------------ | ------------------- | --------------------------------------- | -------------------- | ---------------- |
| 24 | 1  | Redemption               | Chris Long          | Bruno Heller                            | 24 września 2009     | 3 grudnia 2009   |
| 25 | 2  | The Scarlet Letter       | Charles Beeson      | Tom Szentgyorgyi                        | 1 października 2009  | 10 grudnia 2009  |
| 26 | 3  | Red Badge                | Eric Laneuville     | Ashley Gable                            | 8 października 2009  | 17 grudnia 2009  |
| 27 | 4  | Red Menace               | Norberto Barba      | Leonard Dick                            | 15 października 2009 | 24 grudnia 2009  |
| 28 | 5  | Red Scare                | Lesli Linka Glatter | Ken Woodruff                            | 29 października 2009 | 31 grudnia 2009  |
| 29 | 6  | Black Gold and Red Blood | Rod Hardy           | Bruno Heller                            | 5 listopada 2009     | 7 stycznia 2010  |
| 30 | 7  | Red Bulls                | David M. Barrett    | Tom Szentgyorgyi                        | 12 listopada 2009    | 14 stycznia 2010 |
| 31 | 8  | His Red Right Hand       | Chris Long          | Ashley Gable                            | 19 listopada 2009    | 21 stycznia 2010 |
| 32 | 9  | A Price Above Rubies     | Charles Beeson      | Eoghan Mahony                           | 10 grudnia 2009      | 28 stycznia 2010 |
| 33 | 10 | Throwing Fire            | Martha Mitchell     | John Mankiewicz                         | 17 grudnia 2009      | 4 lutego 2010    |
| 34 | 11 | Rose-Colored Glasses     | Dan Lerner          | Leonard Dick                            | 14 stycznia 2010     | 11 lutego 2010   |
| 35 | 12 | Bleeding Heart           | Norberto Barba      | Erika Green Swafford                    | 21 stycznia 2010     | 18 lutego 2010   |
| 36 | 13 | Redline                  | Bill D'Elia         | Jordan Harper                           | 4 lutego 2010        | 25 lutego 2010   |
| 37 | 14 | Blood In, Blood Out      | John Polson         | Ken Woodruff                            | 11 lutego 2010       | 4 marca 2010     |
| 38 | 15 | Red Herring              | Eric Laneuville     | David Appelbaum                         | 4 marca 2010         | 24 marca 2010    |
| 39 | 16 | Code Red                 | John F. Showalter   | Bruno Heller                            | 11 marca 2010        | 1 kwietnia 2010  |
| 40 | 17 | The Red Box              | Chris Long          | John Mankiewicz                         | 1 kwietnia 2010      | 22 kwietnia 2010 |
| 41 | 18 | Aingavite Baa            | Stephen Gyllenhaal  | Tom Szentgyorgyi & Erika Green Swafford | 8 kwietnia 2010      | 29 kwietnia 2010 |
| 42 | 19 | Blood Money              | Adam Kane           | Ashley Gable & Jordan Harper            | 22 kwietnia 2010     | 13 maja 2010     |
| 43 | 20 | Red All Over             | Roxann Dawson       | Carolyn Ingber                          | 29 kwietnia 2010     | 20 maja 2010     |
| 44 | 21 | 18-5-4                   | Charles Beeson      | Leonard Dick & Ken Woodruff             | 6 maja 2010          | 27 maja 2010     |
| 45 | 22 | Red Letter               | John F. Showalter   | Eoghan Mahony                           | 13 maja 2010         | 17 czerwca 2010  |
| 46 | 23 | Red Sky in the Morning   | Chris Long          | Bruno Heller                            | 20 maja 2010         | 24 czerwca 2010  |

### Sezon 3 (2010-2011)
| Nr | #  | Tytuł                            | Reżyseria          | Scenariusz             | Premiera CBS         | Premiera Serial+     |
| -- | -- | -------------------------------- | ------------------ | ---------------------- | -------------------- | -------------------- |
| 47 | 1  | Red Sky at Night                 | Chris Long         | Bruno Heller           | 23 września 2010     | 14 października 2010 |
| 48 | 2  | Cackle-Bladder Blood             | John Polson        | Ashley Gable           | 30 września 2010     | 21 października 2010 |
| 49 | 3  | The Blood on His Hands           | David M. Barrett   | Tom Szentgyorgyi       | 7 października 2010  | 28 października 2010 |
| 50 | 4  | Red Carpet Treatment             | Charles Beeson     | Daniel Cerone          | 14 października 2010 | 4 listopada 2010     |
| 51 | 5  | The Red Ponies                   | John F. Showalter  | Eoghan Mahony          | 21 października 2010 | 11 listopada 2010    |
| 52 | 6  | Pink Chanel Suit                 | Eric Laneuville    | Ken Woodruff           | 28 października 2010 | 18 listopada 2010    |
| 53 | 7  | Red Hot                          | Chris Long         | Ashley Gable           | 4 listopada 2010     | 25 listopada 2010    |
| 54 | 8  | Ball of Fire                     | Stephen Gyllenhaal | Tom Szentgyorgyi       | 11 listopada 2010    | 2 grudnia 2010       |
| 55 | 9  | Red Moon                         | Simon Baker        | Bruno Heller           | 18 listopada 2010    | 9 grudnia 2010       |
| 56 | 10 | Jolly Red Elf                    | John F. Showalter  | Daniel Cerone          | 9 grudnia 2010       | 30 grudnia 2010      |
| 57 | 11 | Bloodsport                       | Roxann Dawson      | Eoghan Mahony          | 6 stycznia 2011      | 27 stycznia 2011     |
| 58 | 12 | Bloodhounds                      | Charles Beeson     | Erika Green Swafford   | 20 stycznia 2011     | 10 lutego 2011       |
| 59 | 13 | Red Alert                        | Guy Ferland        | Jordan Harper          | 3 lutego 2011        | 24 lutego 2011       |
| 60 | 14 | Blood for Blood                  | Martha Mitchell    | David Appelbaum        | 10 lutego 2011       | 3 marca 2011         |
| 61 | 15 | Red Gold                         | Tom Verica         | Cindi M. Grossenbacher | 17 lutego 2011       | 10 marca 2011        |
| 62 | 16 | Red Queen                        | Chris Long         | Daniel Cerone          | 24 lutego 2011       | 17 marca 2011        |
| 63 | 17 | Bloodstream                      | Bobby Roth         | Erika Green Swafford   | 10 marca 2011        | 31 marca 2011        |
| 64 | 18 | The Red Mile                     | Darnell Martin     | Tom Szentgyorgyi       | 31 marca 2011        | 21 kwietnia 2011     |
| 65 | 19 | Every Rose Has Its Thorn         | Charles Beeson     | Ken Woodruff           | 7 kwietnia 2011      | 28 kwietnia 2011     |
| 66 | 20 | Redacted                         | David M. Barrett   | Eoghan Mahony          | 28 kwietnia 2011     | 19 maja 2011         |
| 67 | 21 | Like a Redheaded Stepchild       | Eric Laneuville    | Jordan Harper          | 5 maja 2011          | 26 maja 2011         |
| 68 | 22 | Rhapsody in Red                  | David M. Barrett   | David Appelbaum        | 12 maja 2011         | 3 czerwca 2011       |
| 69 | 23 | Strawberries and Cream (Part I)  | Chris Long         | Ashley Gable           | 19 maja 2011         | 10 czerwca 2011      |
| 70 | 24 | Strawberries and Cream (Part II) | Chris Long         | Bruno Heller           | 19 maja 2011         | 17 czerwca 2011      |

### Sezon 4 (2011-2012)
| Nr | #  | Tytuł                                       | Reżyseria         | Scenariusz           | Premiera CBS         |
| -- | -- | ------------------------------------------- | ----------------- | -------------------- | -------------------- |
| 71 | 1  | Scarlet Ribbons                             | Charles Beeson    | Bruno Heller         | 22 września 2011     |
| 72 | 2  | Little Red Book                             | Eric Laneuville   | Tom Szentgyorgyi     | 29 września 2011     |
| 73 | 3  | Pretty Red Balloon                          | John F. Showalter | Ashley Gable         | 6 października 2011  |
| 74 | 4  | Ring Around the Rosie                       | Chris Long        | Daniel Cerone        | 13 października 2011 |
| 75 | 5  | Blood and Sand                              | John Polson       | Eoghan Mahony        | 20 października 2011 |
| 76 | 6  | Where in the World Is Carmine O'Brien?      | Bobby Roth        | David Appelbaum      | 27 października 2011 |
| 77 | 7  | Blinking Red Light                          | Simon Baker       | Ken Woodruff         | 3 listopada 2011     |
| 78 | 8  | Pink Tops                                   | Tom Verica        | Erika Green Swafford | 17 listopada 2011    |
| 79 | 9  | The Redshirt                                | Eric Laneuville   | Jordan Harper        | 8 grudnia 2011       |
| 80 | 10 | Fugue in Red                                | Randy Zisk        | Daniel Cerone        | 15 grudnia 2011      |
| 81 | 11 | Always Bet on Red                           | John F. Showalter | Ashley Gable         | 12 stycznia 2012     |
| 82 | 12 | My Bloody Valentine                         | Elodie Keene      | Tom Szentgyorgyi     | 19 stycznia 2012     |
| 83 | 13 | Red is the New Black                        | Tom Verica        | Eoghan Mahony        | 2 lutego 2012        |
| 84 | 14 | At First Blush                              | Roxann Dawson     | David Appelbaum      | 9 lutego 2012        |
| 85 | 15 | War of the Roses                            | Geary McLeod      | Ken Woodruff         | 16 lutego 2012       |
| 86 | 16 | His Thoughts Were Red Thoughts              | Charles Beeson    | Jordan Harper        | 23 lutego 2012       |
| 87 | 17 | Cheap Burgundy                              | Bruno Heller      | Bruno Heller         | 8 marca 2012         |
| 88 | 18 | Ruddy Cheeks                                | Eric Laneuville   | Erika Green Swafford | 8 marca 2012         |
| 89 | 19 | Pink Champagne on Ice                       | David Von Ancken  | Eoghan Mahony        | 29 marca 2012        |
| 90 | 20 | Something's Rotten in Redmund               | Guy Ferland       | Rebecca Perry Cutter | 5 kwietnia 2012      |
| 91 | 21 | Ruby Slippers                               | Kevin Hooks       | Daniel Cerone        | 26 kwietnia 2012     |
| 92 | 22 | So Long, and Thanks for All the Red Snapper | Chris Long        | Ashley Gable         | 3 maja 2012          |
| 93 | 23 | Red Rover, Red Rover                        | John F. Showalter | Tom Szentgyorgyi     | 10 maja 2012         |
| 94 | 24 | The Crimson Hat                             | Chris Long        | Bruno Heller         | 17 maja 2012         |

### Sezon 5 (2012-2013)
| Nr  | #  | Tytuł                   | Reżyseria             | Scenariusz                           | Premiera CBS         | Premiera Serial+     |
| --- | -- | ----------------------- | --------------------- | ------------------------------------ | -------------------- | -------------------- |
| 95  | 1  | The Crimson Ticket      | Randy Zisk            | Bruno Heller                         | 30 września 2012     | 11 października 2013 |
| 96  | 2  | Devil's Cherry          | Randy Zisk            | Daniel Cerone                        | 7 października 2012  | 18 października 2013 |
| 97  | 3  | Not One Red Cent        | Chris Long            | Ken Woodruff                         | 14 października 2012 | 25 października 2013 |
| 98  | 4  | Blood Feud              | Anton Cropper         | Jordan Harper                        | 21 października 2012 | 1 listopada 2013     |
| 99  | 5  | Red Dawn                | Chris Long            | Tom Szentgyorgyi                     | 28 października 2012 | 8 listopada 2013     |
| 100 | 6  | Cherry Picked           | John F. Showalter     | David Appelbaum                      | 4 listopada 2012     | 15 listopada 2013    |
| 101 | 7  | If It Bleeds, It Leads  | John F. Showalter     | Eoghan Mahony                        | 11 listopada 2012    | 22 listopada 2013    |
| 102 | 8  | Red Sails in the Sunset | Simon Baker           | Daniel Cerone                        | 18 listopada 2012    | 29 listopada 2013    |
| 103 | 9  | Black Cherry            | Elodie Keene          | Erika Green Swafford                 | 25 listopada 2012    | 6 grudnia 2013       |
| 104 | 10 | Panama Red              | Guy Ferland           | Michael Weiss                        | 9 grudnia 2012       | 20 grudnia 2013      |
| 105 | 11 | Days of Wine and Roses  | Eric Laneuville       | Rebecca Perry Cutter                 | 6 stycznia 2013      | 17 stycznia 2013     |
| 106 | 12 | Little Red Corvette     | Randy Zisk            | Ken Woodruff                         | 13 stycznia 2013     | 24 stycznia 2013     |
| 107 | 13 | The Red Barn            | Allison Anders        | Tom Szentgyorgyi                     | 27 stycznia 2013     | 7 lutego 2013        |
| 108 | 14 | Red in Tooth and Claw   | Randy Zisk            | Jordan Harper                        | 17 lutego 2013       | 28 lutego 2013       |
| 109 | 15 | Red Lacquer Nail Polish | Geary McLeod          | Eoghan Mahony                        | 3 marca 2013         | 14 marca 2013        |
| 110 | 16 | There Will Be Blood     | Anton Cropper         | Ken Woodruff & David Appelbaum       | 10 marca 2013        | 21 marca 2013        |
| 111 | 17 | Red, White and Blue     | Robert Duncan McNeill | Tony Astrino                         | 17 marca 2013        | 28 marca 2013        |
| 112 | 18 | Behind the Red Curtain  | Chris Long            | Erika Green Swafford & Eoghan Mahony | 24 marca 2013        | 4 kwietnia 2013      |
| 113 | 19 | Red Letter Day          | Guy Ferland           | Michael Weiss                        | 14 kwietnia 2013     | 25 kwietnia 2013     |
| 114 | 20 | Red Velvet Cupcakes     | David M. Barrett      | Rebecca Perry Cutter                 | 21 kwietnia 2013     | 2 maja 2013          |
| 115 | 21 | Red and Itchy           | David Paymer          | Daniel Cerone                        | 28 kwietnia 2013     | 9 maja 2013          |
| 116 | 22 | Red John's Rules        | Chris Long            | Bruno Heller                         | 5 maja 2013          | 16 maja 2013         |

### Sezon 6 (2013-2014)
| Nr  | #  | Tytuł                    | Reżyseria             | Scenariusz                              | Premiera CBS         | Premiera Serial+     |
| --- | -- | ------------------------ | --------------------- | --------------------------------------- | -------------------- | -------------------- |
| 117 | 1  | The Desert Rose          | Chris Long            | Bruno Heller                            | 29 września 2013     | 13 października 2013 |
| 118 | 2  | Black-Winged Redbird     | Robert Duncan McNeill | Tom Szentgyorgyi                        | 6 października 2013  | 20 października 2013 |
| 119 | 3  | Wedding in Red           | Randy Zisk            | Daniel Cerone                           | 13 października 2013 | 27 października 2013 |
| 120 | 4  | Red Listed               | Eric Laneuville       | Rebecca Perry Cutter                    | 20 października 2013 | 3 listopada 2013     |
| 121 | 5  | The Red Tattoo           | Tawnia McKiernan      | Eoghan Mahony                           | 27 października 2013 | 10 listopada 2013    |
| 122 | 6  | Fire and Brimstone       | John F. Showalter     | Ken Woodruff                            | 3 listopada 2013     | 24 listopada 2013    |
| 123 | 7  | The Great Red Dragon     | Elodie Keene          | Jordan Harper                           | 17 listopada 2013    | 1 grudnia 2013       |
| 124 | 8  | Red John                 | Chris Long            | Bruno Heller                            | 24 listopada 2013    | 8 grudnia 2013       |
| 125 | 9  | My Blue Heaven           | Simon Baker           | Tom Szentgyorgyi                        | 1 grudnia 2013       | 15 grudnia 2013      |
| 126 | 10 | Green Thumb              | Robert Duncan McNeill | Daniel Cerone                           | 8 grudnia 2013       | 22 grudnia 2013      |
| 127 | 11 | White Lines              | Guy Ferland           | Ken Woodruff                            | 19 stycznia 2014     | 2 lutego 2014        |
| 128 | 12 | The Golden Hammer        | James Hayman          | Michael Weiss                           | 26 stycznia 2014     | 9 lutego 2014        |
| 129 | 13 | Black Helicopters        | Randy Zisk            | Erika Green Swafford                    | 9 marca 2014         | 23 marca 2014        |
| 130 | 14 | Grey Water               | Geary McLeod          | David Appelbaum                         | 16 marca 2014        | 30 marca 2014        |
| 131 | 15 | White as the Driven Snow | Chris Long            | Eoghan Mahony                           | 23 marca 2014        | 6 kwietnia 2014      |
| 132 | 16 | Violets                  | J. Miller Tobin       | Jordan Harper                           | 30 marca 2014        | 13 kwietnia 2014     |
| 133 | 17 | Silver Wings of Time     | James Hayman          | Tom Szentgyorgyi & Rebecca Perry Cutter | 13 kwietnia 2014     | 27 kwietnia 2014     |
| 134 | 18 | Forest Green             | Eric Laneuville       | Jeffrey Hatcher                         | 20 kwietnia 2014     | 4 maja 2014          |
| 135 | 19 | Brown Eyed Girls         | Sylvain White         | Eoghan Mahony & Michael Weiss           | 27 kwietnia 2014     | 11 maja 2014         |
| 136 | 20 | Il Tavolo Bianco         | Tom Snyder            | Daniel Cerone & Erika Green Swafford    | 4 maja 2014          | 18 maja 2014         |
| 137 | 21 | Black Hearts             | Randy Zisk            | Ken Woodruff & David Appelbaum          | 11 maja 2014         | 25 maja 2014         |
| 138 | 22 | Blue Bird                | Chris Long            | Bruno Heller                            | 18 maja 2014         | 8 czerwca 2014       |

### Sezon 7 (2014-2015)
| Nr  | #  | Tytuł                    | Reżyseria       | Scenariusz                                     | Premiera CBS      | Premiera Seriale+ |
| --- | -- | ------------------------ | --------------- | ---------------------------------------------- | ----------------- | ----------------- |
| 139 | 1  | Nothing But Blue Skies   | Chris Long      | Tom Szentgyorgyi                               | 27 listopada 2014 | 1 stycznia 2015   |
| 140 | 2  | The Graybar Hotel        | Bill Eagles     | Jordan Harper                                  | 4 grudnia 2014    | 8 stycznia 2015   |
| 141 | 3  | Orange Blossom Ice Cream | Chris Long      | Tom Szentgyorgyi                               | 11 grudnia 2014   | 15 stycznia 2015  |
| 142 | 4  | Black Market             | Michael Nankin  | Tom Donaghy                                    | 18 grudnia 2014   | 22 stycznia 2015  |
| 143 | 5  | The Silver Briefcase     | Simon Baker     | Jordan Harper                                  | 28 grudnia 2014   | 29 stycznia 2015  |
| 144 | 6  | Green Light              | Geary McLeod    | Alex Berger                                    | 7 stycznia 2015   | 5 lutego 2015     |
| 145 | 7  | Little Yellow House      | Ed Ornelas      | Marisa Wegrzyn                                 | 14 stycznia 2015  | 12 lutego 2015    |
| 146 | 8  | The Whites of His Eyes   | Rod Holcomb     | Erin Donovan                                   | 21 stycznia 2015  | 19 lutego 2015    |
| 147 | 9  | Copper Bullet            | Tom Snyder      | Tom Donaghy                                    | 28 stycznia 2015  | 26 lutego 2015    |
| 148 | 10 | Nothing Gold Can Stay    | Paul A. Kaufman | Alex Berger                                    | 4 lutego 2015     | 5 marca 2015      |
| 149 | 11 | Byzantium                | Nina Corrado    | Jordan Harper & Marisa Wegrzyn                 | 11 lutego 2015    | 12 marca 2015     |
| 150 | 12 | Brown Shag Carpet        | Geary McLeod    | Tom Szentgyorgyi                               | 18 lutego 2015    | 19 marca 2015     |
| 151 | 13 | White Orchids            | Chris Long      | Bruno Heller, Tom Szentgyorgyi,& Jordan Harper | 18 lutego 2015    | 26 marca 2015     |